# The Giancana Story
The Giancana Story è il terzo album solista del rapper statunitense Kool G Rap, pubblicato nel 2002.
Partecipano all'album anche AZ, Havoc, Prodigy, il duo Capone-N-Noreaga e Joell Ortiz.
| Recensione    | Giudizio |
| ------------- | -------- |
| AllMusic      | [ 1 ]    |
| Rolling Stone | [ 2 ]    |
| Mojo          | [ 3 ]    |
| RapReviews    | [ 4 ]    |
| HipHopDX      | [ 5 ]    |

## Tracce
1. Thug For Life – 3:23 (musica: Young Lord)
2. Where You At (featuring Prodigy) – 3:54 (musica: Bink)
3. Holla Back (featuring AZ, Azz Izz, Nawz and Tito) – 5:25 (musica: Buckwild)
4. It's Nothing (featuring Joell Ortiz) – 2:35 (musica: Ghetto Professionals)
5. Drama (Bitch Nigga) – 3:15 (musica: Amar Pep)
6. Thug Chronicles (featuring Havoc) – 3:38 (musica: Knobody)
7. Blaze Wit Y'all (featuring Jinx da Juvy) – 4:34 (musica: Rockwilder)
8. Black Widow – 4:41 (musica: Jaz-O)
9. Fight Club (featuring Shaqueen) – 3:31 (musica: Franky "Nitty" Pimentel)
10. My Life – 4:06 (musica: Mike Heron and V.I.C.)
11. Good Die Young – 4:14 (musica: Young Lord)
12. The Streets – 3:42 (musica: Buckwild)
13. Gangsta Gangsta (featuring 5 Family Click) – 3:33 (musica: Dr. Butcher)
14. My Life (Remix) (featuring Capone-N-Noreaga) – 5:09 (musica: Mike Heron and V.I.C.)

## Classifiche

### Classifiche settimanali
| Classifica (2002)         | Posizione massima |
| ------------------------- | ----------------- |
| US Independent Albums     | 16                |
| US Top R&B/Hip-Hop Albums | 61                |